# 부아다 석호
부아다 석호(Buada Lagoon)는 나우루의 부아다구에 위치한 내륙의 약간 기수가 섞인 담수 호수이다. 이 호수는 면적 3.8 ha (9.4 ac)에 길어진 강우 후에는 최대 2m 깊이까지 도달한다.
이 호수는 내륙 유역 호수로 분류되는데, 이는 바다나 강과 같은 다른 수역으로의 유출이 없음을 의미한다.
부아다 라군은 오세아니아에 위치한 면적 21.3 km2 (8.2 mi2)의 평평한 섬 국가인 나우루에서 가장 크고 유일한 진정한 호수이다. 이 호수는 나우루의 부아다구에 위치해 있으며, 그곳에서 이름을 따왔다. 호수가 바다와 연결되어 있지 않지만 물이 약간 기수이기 때문에 엄밀히 말하면 석호는 아니다.
나우루에서 담수는 드물며, 작은 포화지층, 모콰 우물(작은 지하 호수), 그리고 가장 잘 보이는 부아다 라군 형태로만 존재하며, 강이나 개울은 전혀 없다.
이 호수는 전통적으로 양어에 사용되었는데, 수세기 동안 식용으로 갯농어를 길렀다. 이러한 관행은 1960년대에 중단되었지만, 호수의 수질 오염에도 불구하고 최근에는 이를 부활시키려는 노력이 이루어지고 있다.

## 지리

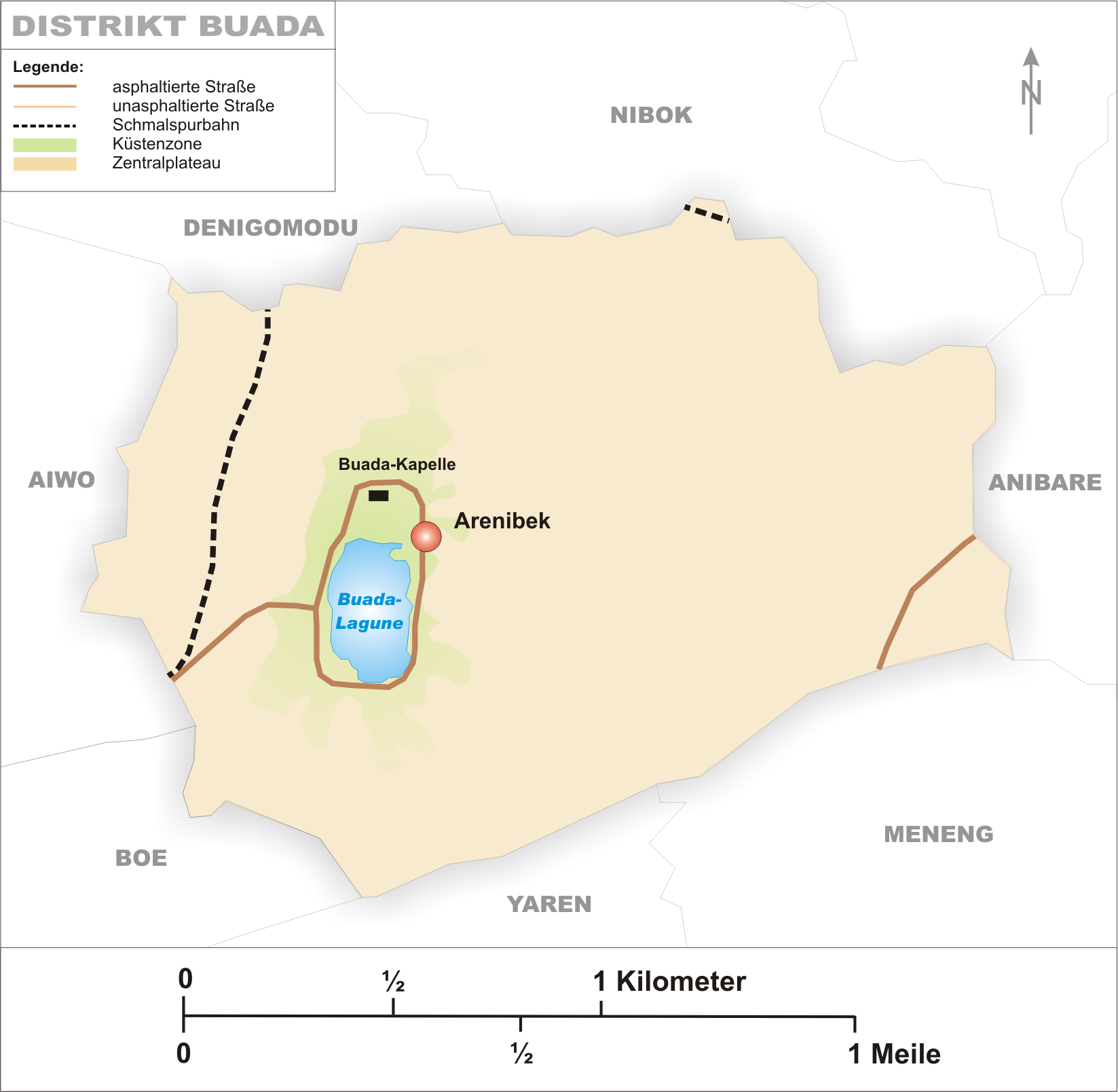
부아다구 지도.

### 지질 및 수문학
나우루 섬 중앙 대부분에 퍼져 있는 고원 남서부에 위치한 부아다 라군은 12헥타르 면적의 습한 저지대 중앙에 자리 잡고 있다.
섬 최고 지점인 커맨드 리지가 북서쪽을 지배하는 이 카르스트 분지는 산호 석회암이 용해되어 지반이 침하된 결과로 형성되었는데, 이 석회암은 순도 높은 인산염 광석이 발견되는 뾰족한 봉우리 형태로 고원 암석의 대부분을 구성하는 광물이다. 그러나 라군 분지는 20세기 내내 나우루 경제의 주축이었던 광석이 전혀 채굴되지 않은 고원의 유일한 지역이다.
길이 약 280m의 남북 축과 약 140m의 너비를 가진 타원형으로, 해안선에서 약 1,300m 떨어져 있는 부아다 라군은 평균 수심이 1~2미터로 얕고 가장 깊은 곳은 5미터에 달한다. 그리고 평균 수면은 해수면에 가깝다. 그러나 호수의 수위는 부아다 라군의 내륙 상태로 인해 크게 달라질 수 있다. 출구가 없고 빗물로만 공급되며 나우루에는 강이 전혀 없다. 따라서 대부분의 비가 내리는 계절풍 시즌인 11월부터 2월까지(연평균 2,126mm)와 건기, 특히 라니냐가 나타나는 해 pH 8로 약간 염기성을 띤다.

### 식물

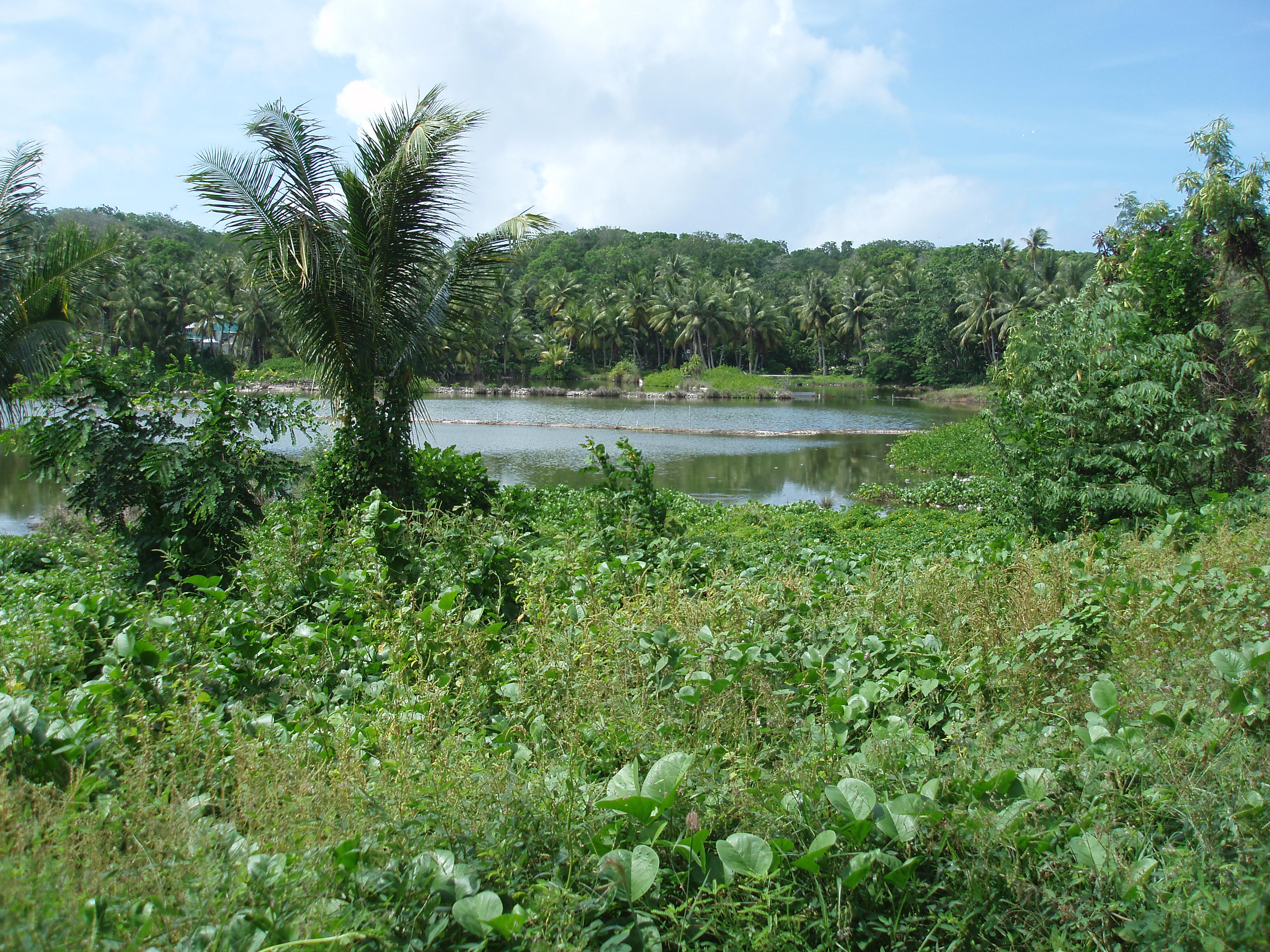
라군 해안의 식물

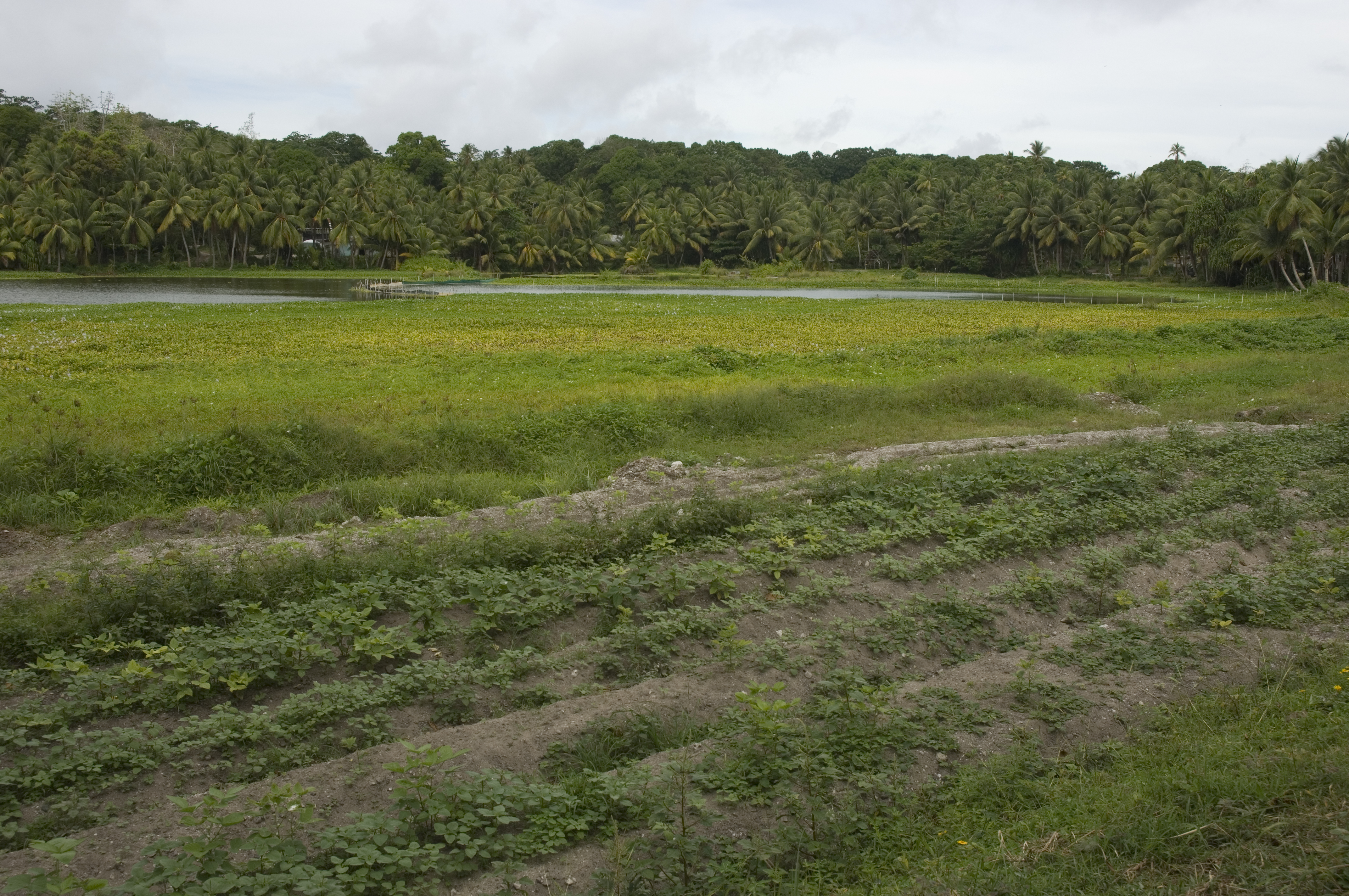
2007년 라군 옆 채소밭

부아다 라군의 호수 식물에 대한 정보는 거의 없다. 그러나 수로를 막아 홍수를 유발하는 침입성 수생 식물인 부레옥잠의 존재가 확인되었다. 1993년에는 "최근에 도입"되었지만 당시에는 "드물다"고 보고되었다.:74
호수 가장자리의 식생은 20세기 인산염 광석이 개발되기 전 섬의 90%를 차지했던 열대 우림의 유적을 대부분 나타낸다. 면적 40 헥타르 (99 ac)의 비옥하고 침수된 토양에서 자라며, 주로 테마누(테마누나무)와 함께 꼭두서니과 식물인 괌꽃나무 등으로 구성된다. 또한 다음이 있다.
- 아데난테라 파보니나
- 양목면 또는 카폭 나무
- 코코야자
- 망고
- 미모사
- 프렘나 세라티폴리아
- 바다 망고
- 바다아몬드 (열대 아몬드 또는 나우루어: 에테타, 에테퇴로 불림)

하층 식물은 주로 다음으로 구성된다.
- 호프부시
- 양치류 종류
  - monarch fern
  - giant swordfern
- 노니
- 땅꽈리
- 스카에볼라
  - 특히, 갯까치수염

새삼 또는 솔잎란과 같은 기생 식물도 있다. Glochidion societatis는 개방된 지역에서 발견되며, 방동사니속 (특히 Cyperus javanicus와 Cyperus compressus, 파피루스와 가까운 종), 쇠비름, 공심채는 습지에서 발견되는데, 이들 중 상당 부분은 제2차 세계 대전 중 일본 점령기에 파괴되었다. 또한, 구아바, 란타나, Grona triflora, Chamaesyce hirta와 같은 외래 식물들이 교란을 겪은 지역에 정착했다.
이 숲 안의 작은 토지 구획에서는 판단, 빵나무, 바나나, 망고, 구아바, 그라비올라와 같은 과일 나무와 양배추, 여주와 같은 채소를 소비용으로 재배한다. 또한 일랑일랑, Cassia grandis, Crotalaria spectabilis, Samanea saman, 바다포도와 같은 식물과 국화과 식물인 Ageratum conyzoides와 Synedrella nodiflora가 관상용으로 재배된다.

### 동물

#### 곤충
라군 주변의 저지대는 나우루에서 곤충이 많이 번식하는 곳인데, 주로 부아다 라군 자체와 주거지 및 농장에서 발견되는 빗물 저장고와 같은 인근의 고여 있는 담수 확장 때문이기도 하다.
따라서 모기 3종인 빨간집모기, Culex sitiens, 이집트숲모기는 11월부터 2월까지의 계절풍 시즌에 가정용 빗물 저장고, 사용된 타이어, 우물, 그리고 물론 부아다 라군과 같은 고여 있는 담수 근처에서 번성하지만, 해안가보다 약간 더 심각할 뿐이다. 이 모기들은 새벽에 지역 주민들에게 단순히 성가실 뿐만 아니라, 사상충증이라는 기생충 질병을 옮기기도 하지만, 현지인들 사이에서의 발생률은 높지 않다. 이 모기들을 먹이로 삼는 유일한 두 포식자는 갯농어와 감부시아로, 이들은 유충을 먹고 살며, 잠자리 2종도 있다.
과실파리 3종, 동양과실파리, 태평양 과실파리, 망고 파리는 2000년대 이전에 존재했으며 농장에 상당한 피해를 입혔다. 부아다 라군 주변의 땅은 이 파리들의 영향을 받았는데, 이들은 그곳에서 재배되는 많은 과일 나무에서 번식지를 찾았다. 이 파리들은 또한 박멸 노력의 대상이 되었는데, 일부는 성공을 거두었다. 예를 들어, 1999년에 박멸된 동양과실파리 박멸 노력이 그렇다.

#### 조류
새, 특히 바닷새는 나우루에서 가장 눈에 띄는 동물이며, 일부는 이동 중이거나 둥지를 틀기 위해 대규모로 그곳에 들른다.
단 한 종의 조류인 나우루덤불해오라기만이 고유종이지만, 서식지 파괴로 인해 멸종 위기에 처해 있다. 인산염 매장량이 더 이상 섬의 고원에서 채굴되지 않으면서 최근 재조림된 지역으로 서식지를 확장하고 있음에도 불구하고 말이다. 이 종은 열대 우림, 농장, 정원의 관목 지대를 선호하며, 부아다 라군 주변 지역도 이 세 가지 서식지와 관련이 있다.

#### 어류

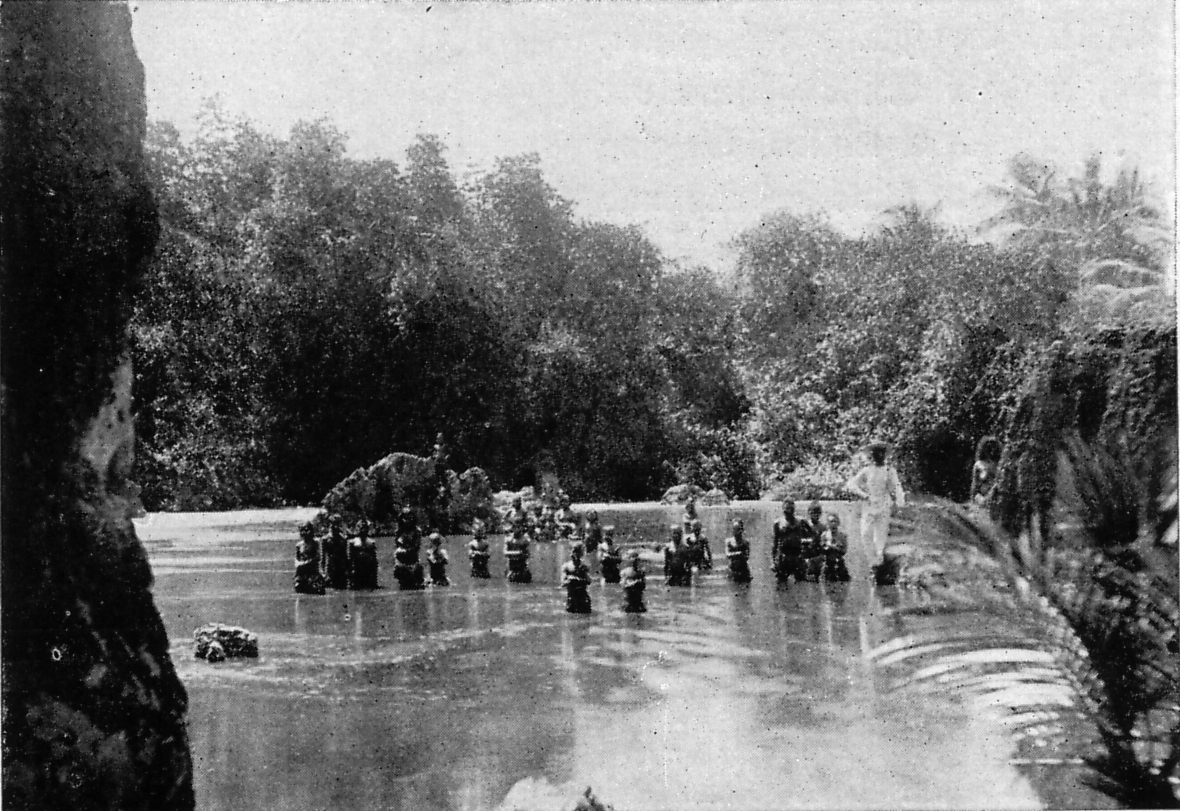
1938년 부아다 라군에서 낚시

부아다 라군에서는 갯농어, 모잠비크틸라피아, 감부시아 세 종의 물고기가 발견된다. 이 중 후자 두 종은 나우루에 도입되었는데, 틸라피아는 지역 주민들에게 새로운 식량원을 제공하기 위해, 감부시아는 모기 박멸을 돕기 위해 도입되었다.
어떤 해에는 나우루인들이 전통적으로 양어를 했는데, 섬의 연안 해역(일부 정의에 따르면 실제 라군, 즉 연안 산호초 바로 뒤)에서 갯농어를 잡아서 부아다 라군과 아나바르구의 다른 수역에 방류했다. 실제로 이렇게 길러진 물고기는 지방이 풍부하여 나우루인들에게 오랫동안 고급 식품으로 여겨져 왔다. 따라서 양어는 부족 간의 사회적 조직자 역할을 했다. 착취는 낮은 벽을 사용하여 부족 간에 공유되었고, 물고기 관리는 정기적으로 물에 들어가 산소와 영양분을 공급하는 남자들에게 맡겨졌으며, 아이들은 물에서 목욕할 때 물고기를 방해하는 것이 금지되었다.
약 1960년경, 양어를 다시 시작하고 모기 침입을 제한하기 위해 모잠비크틸라피아가 부아다 라군에 도입되었다. 불행히도, 틸라피아가 너무 많이 번식하여 라군에서 사육되던 갯농어에게 심각한 경쟁자가 되었고, 갯농어가 수확에 적합한 크기인 약 20 cm (7.9 in)까지 자라지 못하게 되었다. 이로 인해 많은 어민들이 틸라피아 자체가 맛이 좋지 않아 양어를 포기하게 되었다.
이러한 생태적 실수를 바로잡기 위해 여러 차례 시도가 있었지만, 일부는 실패했고, 일부는 이미 나쁜 상황을 더욱 악화시켰다. 그래서 1979년부터 1980년까지 유엔식량농업기구 (FAO)는 나우루의 요청에 따라 틸라피아 개체수를 줄이는 프로그램을 시행했다. 이 프로그램은 호수 표면에 로테논을 뿌리는 것을 포함했는데, 로테논은 특히 물고기에게 매우 유독하며 인간에게도 위험하지만 생분해성 분자이다. 따라서 호수는 일시적으로 독성 물질에 오염되었다.
1991년, FAO의 "남태평양 양어 개발 프로젝트" (SPADP)는 갯농어와 틸라피아가 양식에서 공존할 수 있음을 보여주었다. 이에 따라 FAO는 1998년 나일틸라피아를 부아다 라군에 도입했는데, 이는 피지에서 수행된 실험과 유사한 것으로, 나일틸라피아가 현지인들의 입맛에 더 잘 맞는 특성을 가지고 있음을 보여주었다. 이는 나우루에서 양어가 부활할 수 있음을 의미했다. 동시에 중화민국 프로젝트 또한 집약적인 어류 양식 방법을 사용하여 양어를 되살리려 했으나, 자금 부족으로 인해 모두 포기되었다.
어업 산업을 다시 가동하려는 이러한 시도들의 실패는 2001년 반집약적 양식 프로그램의 설립으로 이어졌다. 이 또한 중화민국에서 주도한 것으로, 20 by 10 by 1.5 미터 (65.6 ft × 32.8 ft × 4.9 ft) 크기의 콘크리트 수조를 건설하는 것을 포함했다. 이 수조에는 산소 공급 장치, 그물, 그리고 특수 사료가 갖춰졌다. 이 아이디어는 어민들이 해수를 사용하여 틸라피아와 물을 공유하지 않고도 갯농어를 기를 수 있도록 하는 것이었다.

## 인간의 존재

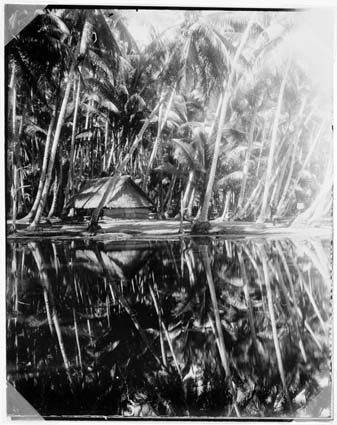
1908년 부아다 라군

나우루의 유일한 내륙 거주 지역인 부아다 라군은 약 660명의 주민이 주변에 살고 있으며, 부아다구의 중앙 서쪽에 위치한다. 도로로 둘러싸인 호숫가는 사유 주거지로 이루어져 있으며, 그곳에서는 판단, 빵나무, 바나나, 망고, 구아바, 그라비올라와 같은 과일 나무와 양배추, 여주와 같은 채소가 재배된다. 이 가구들이 모여 아레니벡이라는 공동체를 형성한다.
섬의 하수 처리 및 가정 쓰레기 수거가 효율적이지 않아, 호수는 해안 주민들의 폐수와 쓰레기로 오염되며, 이는 대장균 오염으로 이어진다.:18 이러한 환경파괴 위협에도 불구하고, 부아다 라군이 국제적으로 중요한 습지에 관한 람사르 협약의 기준을 충족하는 것으로 보임에도 불구하고 어떠한 보호 조치도 취해지지 않고 있다. 그러나 나우루는 해당 조약의 서명국이 아니다.

## 같이 보기
- 내륙분지
- 나우루의 지리
- 모콰 우물
- 양어
- 부아다구
- 나우루의 구
- 나우루의 초기 역사